# Лос-Муермос
Лос-Муермос (ісп. Los Muermos) — місто в Чилі. Адміністративний центр однойменної комуни. Населення — 5707 осіб (2002). Місто і комуна входить до складу провінції Ллянкіуе і регіону Лос-Лагос.
Територія комуни — 1245,8 км². Чисельність населення — 16 769 осіб (2007). Щільність населення — 13,46 чол/км².

## Розташування
Місто розташоване за 45 км на захід від адміністративного центру регіону міста Пуерто-Монт.
Комуна межує:
- на півночі — з комуною Фресія
- на північному сході — з комуною Ллянкіуе
- на сході — з комуною Пуерто-Варас
- на південному сході — з комуною Пуерто-Монт
- на півдні — з комуною Маульїн

На заході комуни розташований Тихий океан.

### Клімат
Місто знаходиться у зоні, котра характеризується морським кліматом. Найтепліший місяць — січень із середньою температурою 15.6 °C (60 °F). Найхолодніший місяць — липень, із середньою температурою 7.8 °С (46 °F).
| Клімат Лос-Муермоса     | Клімат Лос-Муермоса | Клімат Лос-Муермоса | Клімат Лос-Муермоса | Клімат Лос-Муермоса | Клімат Лос-Муермоса | Клімат Лос-Муермоса | Клімат Лос-Муермоса | Клімат Лос-Муермоса | Клімат Лос-Муермоса | Клімат Лос-Муермоса | Клімат Лос-Муермоса | Клімат Лос-Муермоса | Клімат Лос-Муермоса |
| Показник                | Січ.                | Лют.                | Бер.                | Квіт.               | Трав.               | Черв.               | Лип.                | Серп.               | Вер.                | Жовт.               | Лист.               | Груд.               | Рік                 |
| Абсолютний максимум, °C | 27                  | 28                  | 25                  | 22                  | 18                  | 17                  | 17                  | 19                  | 25                  | 21                  | 26                  | 25                  | 28                  |
| Середній максимум, °C   | 20                  | 20                  | 17                  | 15                  | 13                  | 11                  | 10                  | 11                  | 13                  | 15                  | 16                  | 18                  | 15                  |
| Середня температура, °C | 15                  | 15                  | 13                  | 11                  | 9                   | 8                   | 7                   | 8                   | 9                   | 10                  | 12                  | 14                  | 11                  |
| Середній мінімум, °C    | 11                  | 11                  | 9                   | 8                   | 6                   | 6                   | 5                   | 5                   | 5                   | 6                   | 8                   | 10                  | 7                   |
| Абсолютний мінімум, °C  | 5                   | 3                   | 2                   | 1                   | −1                  | −2                  | −2                  | −2                  | 0                   | 0                   | 1                   | 3                   | −2                  |
| Норма опадів, мм        | 110                 | 100                 | 150                 | 190                 | 270                 | 240                 | 270                 | 230                 | 150                 | 130                 | 130                 | 130                 | 2180                |
| Днів з дощем            | 7                   | 6                   | 8                   | 10                  | 14                  | 15                  | 16                  | 14                  | 8                   | 7                   | 7                   | 8                   | 125                 |
| Вологість повітря, %    | 81                  | 82                  | 85                  | 87                  | 88                  | 88                  | 88                  | 85                  | 84                  | 84                  | 82                  | 82                  | 85                  |
| ----------------------- | ------------------- | ------------------- | ------------------- | ------------------- | ------------------- | ------------------- | ------------------- | ------------------- | ------------------- | ------------------- | ------------------- | ------------------- | ------------------- |
| Джерело: Weatherbase    |                     |                     |                     |                     |                     |                     |                     |                     |                     |                     |                     |                     |                     |

## Демографія
Згідно з даними, зібраними під час перепису Національним інститутом статистики, населення комуни становить 16 769 осіб, з яких 8 839 чоловіків та 7 930 жінок.
Населення комуни становить 2,11 % від загальної чисельності населення регіону Лос-Лагос. 61,24 % належить до сільського населення та 38,76 % — міське населення.